# Свети Мина (Солун)
Вижте пояснителната страница за други значения на Мина.
„Свети Мина, Виктор и Викентий“ (на гръцки: Ιερός Ναός Αγίου Μηνά) е възрожденска църква в македонския град Солун, част от Солунската епархия на Вселенската патриаршия, под управлението на Църквата на Гърция.
Църквата е разположена в югоизточната част на центъра на града, близо до морето, на кръстовището между улиците „Василевс Ираклио“ и „Йон Драгумис“. Църквата е спомената в житието на Свети Григорий Декаполит от първата половина на IX век. Вероятно е построена в раннохристиянската епоха – края на V – началото на VI век. В светогорските архиви има споменавания на храма от XI, XII, XIV и XV век. След османското завоевание на града храмът е от малкото, които не са превърнати в джамии. В 1569 година султан Селим II изважда шест колони от храма. В 1687 година по време на Морейската война храмът пострадва от бомбардировки от венецианската флота. В XVIII век храмът изгаря почти напълно и е възстановен в 1806 година по инициатива на търговеца Йоанис Кафтандзоглу, само за да пострада отново от голям пожар в 1839 година.
Сегашният си вид храмът получава при пълна реконструкция в средата на XIX век, ръководена от архитект Ралис Плюфас. В архитектурно отношение е типичната за епохата трикорабна базилика. Украсата във вътрешността е богата и има различни влияния включително и неокласицизъм и барок-рококо. Между 1890 и 1912 година е катедрална църква на Солунската епархия.
- „Света Богородица Врефократуса“, Матеос Зограф (1815 – 1880), 1852 г.
- „Христос Вседържител“, Матеос Зограф (1815 – 1880), 1852 г.
- Вътрешността на храма